# ZWN-Groep

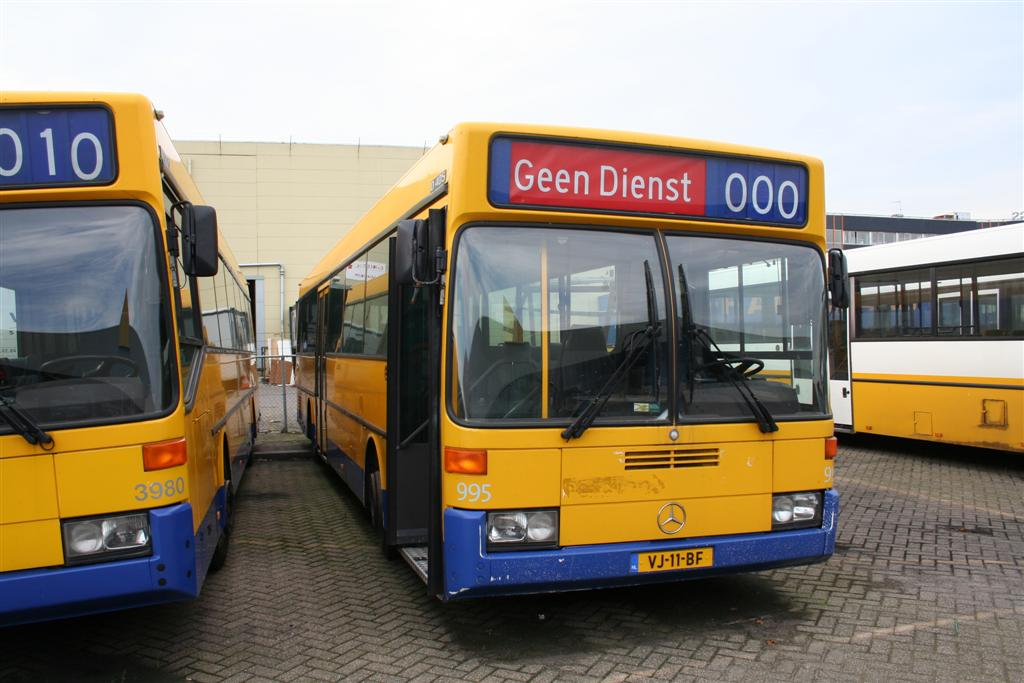
Een bus van ZWN-Groep

ZWN-groep was een Nederlandse streekvervoerder die van 1994 tot 1999 bestond.

## Beschrijving
Op 1 november 1994 fuseerden de streekvervoerders Westnederland te Boskoop (met het vervoergebied Zuid-Holland en de westkant van de provincie Utrecht) en Zuid-West-Nederland te Zierikzee (Zuid-Holland Zuid en Zeeland) tot ZWN-Groep.
De Westnederland-vestiging in Nieuwegein werd daarin niet opgenomen, maar ging behoren tot het vervoergebied van Midnet (het fusiebedrijf dat ontstond door het samengaan van Centraal Nederland en VAD).

### Organisatie
Het hoofdkantoor van ZWN-Groep was sinds de fusie het oude Westnederland-hoofdkantoor in Boskoop. De leiding bestond uit Paul van Vliet (hoofddirecteur), Gerard Koelemij (plaatsvervangend directeur) en Ewoud Modderman (directeur). ZWN-Groep had 3300 werknemers in dienst die openbaar vervoer, touringcarvervoer en taxivervoer verzorgden met ongeveer 1100 bussen en 250 taxi's vanuit een twintigtal stallingen.
De ZWN-Groep bestond uit:
- ZWN - OV
- ZWN - Tours
- ZWN - Taxi
- ZWN - Techniek (onderhoud aan bussen)

De bestaande samenwerkingsverbanden van Zuid-West-Nederland met de particuliere busbedrijven Van Oeveren te Zierikzee en Vermaat te Hellevoetsluis werden door ZWN-Groep voortgezet. In 1996 werd Taxi Geukes uit Gouda door ZWN-Groep overgenomen en ging sindsdien door het leven als ZWN - Geukes.

### Nieuwe fusie
Al na vijf jaar, in 1999, fuseerde de ZWN-Groep met de overige Verenigd Streekvervoer Nederland (VSN-1)-bedrijven Midnet, de Noord-Zuid-Hollandsche Stoomtramweg-Maatschappij (NZH) en (een deel van) Oostnet tot Connexxion.

## Wagenpark
Het wagenpark bestond voor het grootste deel uit de bustypen DAF-Den Oudsten MB200 (de bekende standaard streekbus), Mercedes-Benz O405/O405G en DAF-Den Oudsten B88 van de voormalige streekvervoerders Westnederland en Zuid-West-Nederland. 
De van Zuid-West-Nederland afkomstige bussen waren te herkennen aan hun gele kleur met een blauwe band aan de onderkant. De van West-Nnederland afkomstige bussen waren over het algemeen geel/wit of geheel geel. De ZWN-Groep besloot haar nieuw aan te schaffen bussen in geel en wit op de wegen te laten verschijnen.
Enkele nieuwe series bussen uit ZWN(-Groep)-periode waren voorzien van een Iveco-chassis met een opbouw van Den Oudsten (Alliance) en Van Hool (A308).